# 高良鉄美
髙良 鉄美（たから てつみ、男性、1954年1月15日 - ） は、日本の憲法学者、政治家。琉球大学大学院法務研究科（法科大学院）名誉教授、元参議院議員（1期）、沖縄社会大衆党委員長。父は動物学者で第8代琉球大学学長の高良鉄夫。

## 来歴
琉球政府那覇市出身。那覇市教育区立松川小学校、那覇市教育区立真和志中学校、琉球政府立那覇高等学校卒業。九州大学法学部へ進学。1981年、九州大学大学院法学研究科にて法学修士号を取得。1984年、同研究科博士課程（公法学専攻）を単位取得退学。
1984年、琉球大学に着任。助手、講師を経て、1988年より法文学部助教授。1995年より教授。2019年退任。
2019年1月、沖縄社会大衆党元委員長の糸数慶子の後継として、同年7月に行われる第25回参議院議員通常選挙に沖縄県選挙区より立候補することを表明。立候補は沖縄社大党の要請によるもので、高良はその後同党の党籍を取得した。5月8日、那覇市内で正式に出馬表明を行った。7月21日に行われた参院選に参議院一人区の沖縄県選挙区から無所属で立候補、自由民主党新人の安里繁信らを破り初当選した。
2020年7月23日、2020年沖縄県議会議員選挙で落選し委員長辞任を表明した大城一馬の後任に内定した。9月26日に開かれた臨時党大会で委員長に選出された。
2024年6月29日、翌年7月の第27回参議院議員通常選挙の沖縄県選挙区選挙区公認候補として擁立することが沖縄社会大衆党から発表された。
2025年2月26日、社大党は同党委員長の高良の役職を8日付で停止処分としたことを明らかにした。処分期間は同年9月頃に予定する党の定期大会までを目途としている。前年の第50回衆議院議員総選挙沖縄4区では、社大党所属の瑞慶覧長風、平良識子両県議がオール沖縄共同会議代表で統一候補だった立憲民主党公認の新人・金城徹を支援せず、オール沖縄から一線を引いているれいわ新選組から立候補した前豊見城市長の山川仁を支援（金城は落選、山川は比例復活）した事が問題視され、立憲民主党を中心に批判が集まっていたことから、その責任を取る形で高良が自ら処分を申し出たという。
同年3月17日、同年7月に執行される第27回参議院議員通常選挙に一転して立候補せず、任期限りで引退することを表明した。理由として前述の昨年の衆院選での社大党議員の造反問題が尾を引き、立憲民主党などから高良の支援に対して難色を示す意見が出たことで「オール沖縄の団結を損なう可能性があった」ことから引責によるものとしている。

## 人物
- 沖縄の憲法学者として、特に憲法9条や平和的生存権について積極的な主張を行っている。
- ソフト帽やパナマ帽、チロリアンハットなど全周にブリムのあるタイプの帽子を愛用しており、屋内でも脱帽しないことが多い。これは、学生と県議会の傍聴に出かけた際に、着帽が規則違反であるとして入場を拒否されたことに由来する。議会の傍聴は、明治憲法下では「恩恵」であったものの、国民主権を採用する現憲法下においては国民の権利へと変容しており、議事進行を妨げない着帽という理由をもって傍聴禁止を行う理由はなく、そのおかしさを訴えたいとの考えから、それ以降帽子を常に着用しているという[12]。
- 2019年10月26日、沖縄自主の会主催の「美ら島講座」にて講演[13]。
- 2020年1月11日に沖縄県立博物館・美術館で開催された「チュチェ思想新春セミナー」に、家正治（神戸市外国語大学名誉教授）、平良研一（沖縄大学名誉教授）、尾上健一（チュチェ思想国際研究所事務局長）らとともに参加した[14]。
- 2022年10月6日の参議院本会議において、日本上空を通過する弾道ミサイルを発射した北朝鮮に対する抗議決議（北朝鮮による弾道ミサイル発射に抗議する決議）を棄権した。同決議は全会一致で可決された[15]。

## 著書
- 『沖縄から見た平和憲法』（1997年、未來社）
- 『憲法〈1〉総論・統治機構』（2002年、法律文化社）共著：大隈義和、西村枝美、苗村辰弥
- 『戦争で得たものは憲法だけだ　憲法行脚の思想』（2006年、七つ森書館）共著：香山リカ、姜尚中、斎藤貴男、土井たか子、城山三郎、森永卓郎、佐高信ほか
- 『CDブック 群読 日本国憲法―国民の“権利の章典”としてとらえ返す』（2007年、高文研）共著：堀口始、毛利豊
- 『融解する境界  やわらかい南の学と思想2』（2009年、沖縄タイムス社）編：琉球大学
- 『僕が帽子をかぶった理由　みんなの日本国憲法』（2009年、クリエイティブ21）

## 選挙歴
| 当落 | 選挙                     | 執行日         | 年齢 | 選挙区       | 政党   | 得票数     | 得票率 | 定数 | 得票順位 /候補者数 | 政党内比例順位 /政党当選者数 |
| ---- | ------------------------ | -------------- | ---- | ------------ | ------ | ---------- | ------ | ---- | ------------------ | ---------------------------- |
| 当   | 第25回参議院議員通常選挙 | 2019年07月21日 | 64   | 沖縄県選挙区 | 無所属 | 29万8831票 | 53.57% | 1    | 1/4                | /                            |